# Antigua-Schlanknatter
Die Antigua-Schlanknatter, englisch Antiguan Racer (Alsophis antiguae), ist eine Schlangenart aus der Familie der Nattern. Sie ist endemisch auf Antigua in den Kleinen Antillen und galt in den 1990er Jahren als die seltenste Schlange der Welt. Die Weltnaturschutzorganisation IUCN hat die Antigua-Schlanknatter auf die Rote Liste gefährdeter Arten gesetzt, und durch ein weltweit beachtetes Schutzprogramm konnte der Bestand etwas konsolidiert werden.

## Beschreibung

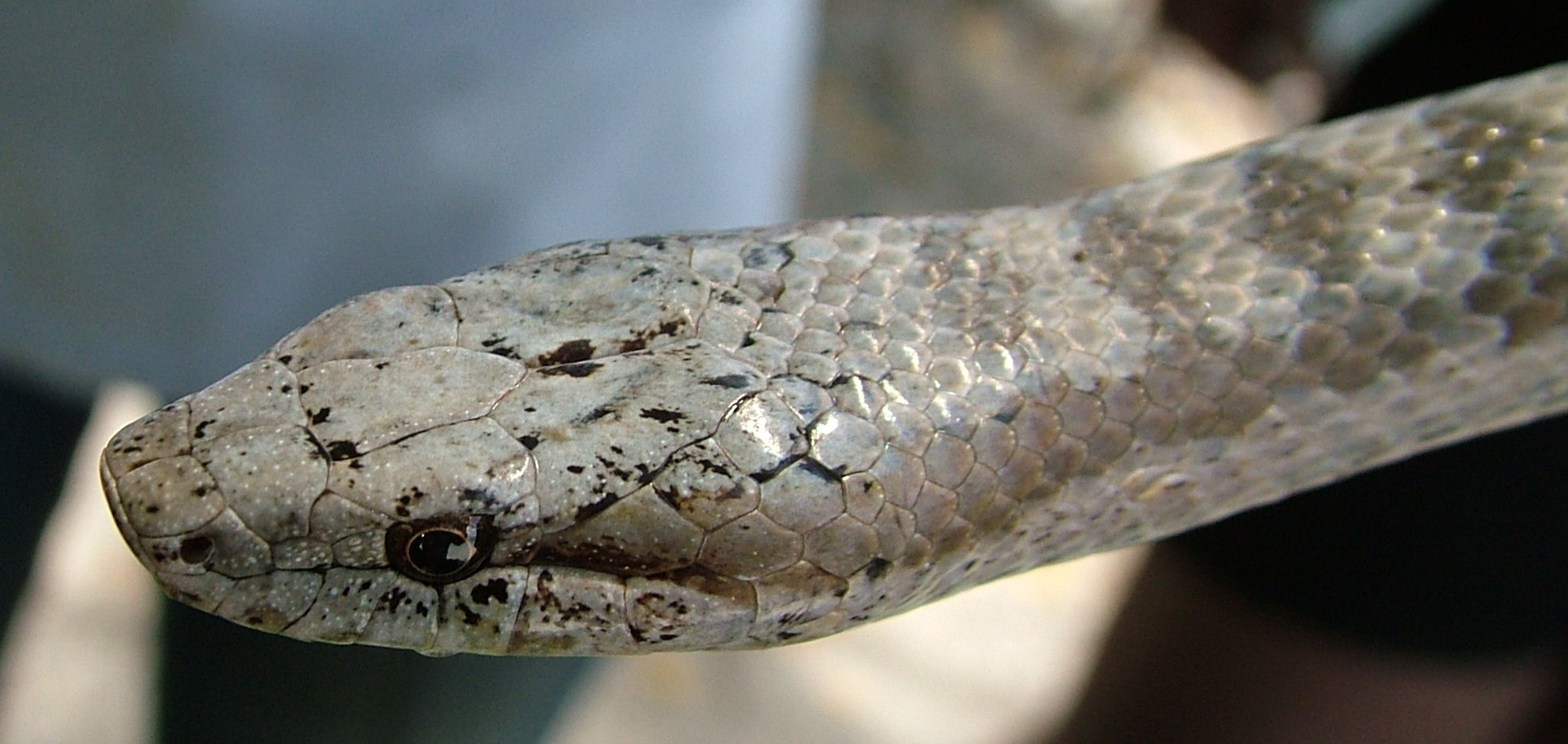
Detailansicht Kopf einer weiblichen Antigua-Schlanknatter

Die Männchen sind 50–60 cm lang und dunkelgrau/braun gefärbt, mit helleren Zeichnungen auf der Oberseite. Die Weibchen hingegen sind heller, mit einer dunkleren Zeichnung und werden 80–100 cm lang. Das Reptil ist sehr scheu, ungiftig und völlig harmlos. Es ernährt sich von Eidechsen und anderen Kleinlebewesen. Für die Bruttätigkeit der zahlreichen Vogelarten ist es keine ernsthafte Bedrohung.

## Ursprüngliches Verbreitungsgebiet
Die Antigua-Schlanknatter war ursprünglich auf der ostkaribischen Insel Antigua und deren zahlreichen vorgelagerten Inselchen beheimatet. Die im 16. Jahrhundert einsetzende Besiedlung durch eine weiße Bevölkerung und deren schwarze Sklaven bedeutete nicht nur für die dort ansässigen Kariben die Ausrottung, sondern indirekt auch für die Antigua-Schlanknatter. Hatte sie bis anhin wenige natürliche Feinde, wurde ihr Lebensraum durch die zunehmende landwirtschaftliche Nutzung (Zuckerrohr, Früchte usw.) zerstört. Weitere Probleme machten diesem Reptil auf Antigua die zahlreichen, eingeschleppten Ratten, die sich vor allem auf die Gelege spezialisiert hatten. Das definitive Ende bereiteten die indischen Mungos, die den Schlangen gefährlich werden konnten. Mungos wurden auf den Westindischen Inseln im frühen 19. Jahrhundert eingeführt. Sie sollten der Bekämpfung der Ratten auf den Zuckerrohrplantagen dienen, konnten aber letztlich gegen die Rattenplage nicht viel ausrichten und wurden ihrerseits zur Gefahr für die einheimische Tierwelt.

## Die Entdeckung einer Restpopulation

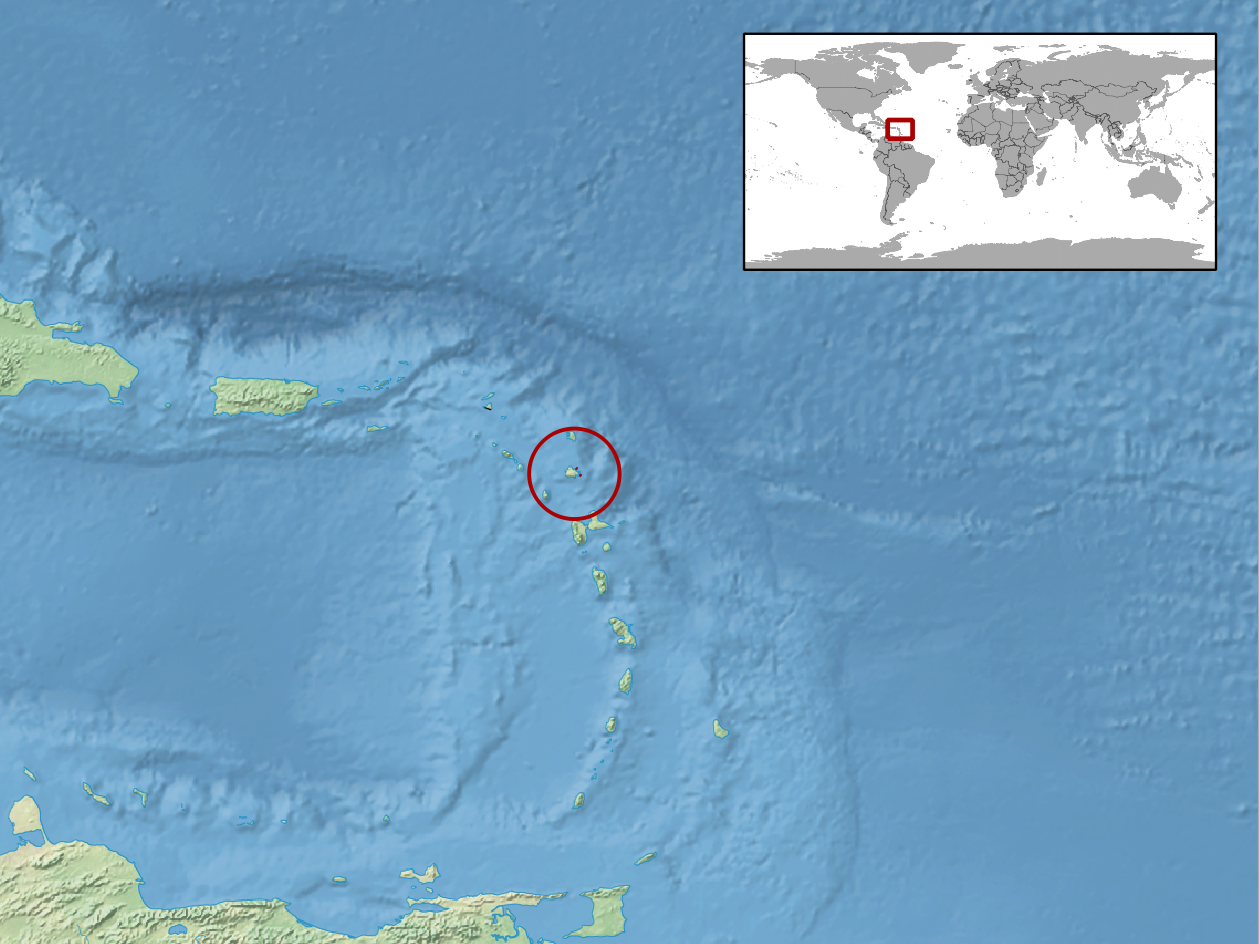
Verbreitungsgebiet nach IUCN

Schon während längerer Zeit kursierten Gerüchte über Sichtungen der Antigua-Schlanknatter auf Great Bird Island. In den 1960er Jahren war es gewiss, dass die Schlange dort überlebt hatte. Drei Tiere wurden gefangen. Im Jahre 1989 soll ein viertes Exemplar entdeckt worden sein.
Die Insel ist Antigua nordnordöstlich vorgelagert und kaum drei Kilometer davon entfernt. Ihre Fläche misst ungefähr 10 ha. Nach Westen flach abfallend, weist die Insel im Osten schroffe, tiefe und steil ins Meer abfallende Klippen auf. Sie ist mit niederem Buschwerk und zahlreichen anderen Pflanzenarten bewachsen. Great Bird Island ist Nist-, Brut- und Rastplatz zahlreicher Vogelarten. Kleine Eidechsen und zahlreiche Insektenarten können dort beobachtet werden. Die Insel ist sehr steinig und nicht für die landwirtschaftliche Nutzung geeignet.
Eine Gruppe von Wissenschaftlern forschte ab 1995 im Auftrage der Naturschutzorganisation Flora and Fauna International (FFI) nach weiteren Antigua-Schlanknattern und zählte insgesamt etwa 50 Exemplare. Viele von ihnen wiesen Wunden auf, die von Ratten stammen mussten. Außerdem war das Zahlenverhältnis Männchen/Weibchen völlig unausgeglichen. Jungtiere wurden keine gefunden.

## Maßnahmen zur Rettung
Zur Rettung der hochgradig bedrohten Tierart wurde das Antiguan Racer Conservation Project initiiert.
Die größte Bedrohung für die wiederentdeckte Population auf Great Bird Island stellten Ratten dar – der Mungo hatte sich dort nie angesiedelt. Deshalb musste ein Programm entwickelt werden, um alle Ratten auf der Insel auszumerzen. Schließlich beschloss man, Agrochemikalien einzusetzen. Das als ökologisch unbedenklich geltende Rattengift Kleram verabreichte man in Tablettenform. Um zu verhindern, dass diesem Gift auch andere Tiere (Vögel) zu Opfer fielen, wurden Duft- und Geschmacksstoffe mitverarbeitet. Die Aktion war erfolgreich. Sämtliche Ratten konnten eliminiert werden.
Da auf den unmittelbar benachbarten kleinen Inselchen noch immer zahlreiche Ratten existieren, befürchtet man, dass diese guten Schwimmer auf Great Bird Island wieder einwandern könnten. Deshalb werden auch in den umliegenden Gebieten die Ratten mit der gleichen Chemikalie vernichtet. Auch der Aufbau von Aufzuchtstationen wurde erwogen.

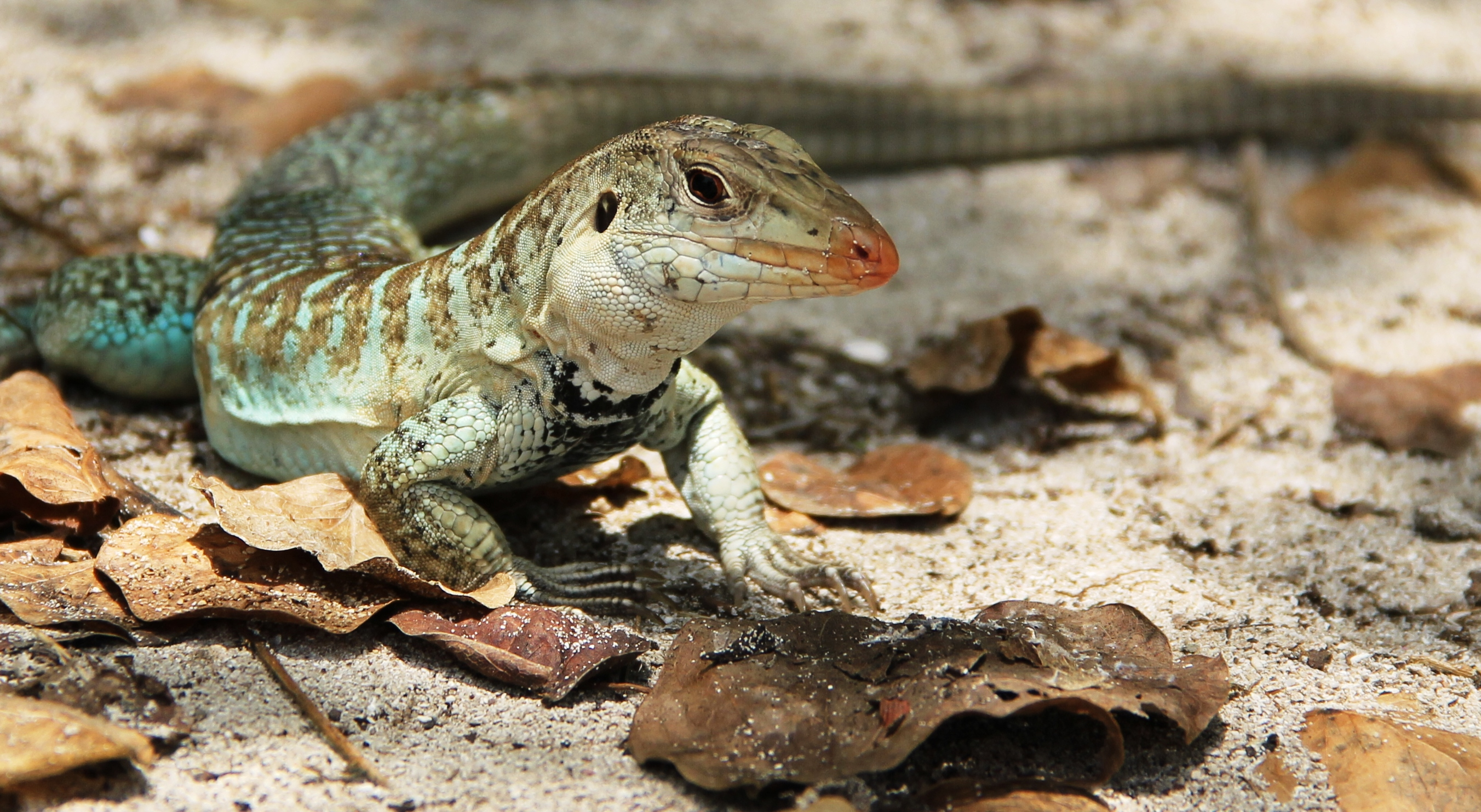
Griswolds Ameive (Ameiva griswoldi), Hauptbeute der Antigua-Schlanknatter

Es sind Bestrebungen im Gange, die Antigua-Schlanknatter auf anderen Antigua vorgelagerten Inseln wieder anzusiedeln. Diese müssen jedoch ratten- und mungofrei sein. Ab 1999 konnte die Schlange auf der südwestlich liegenden Kleinstinsel Rabbit Island wiederangesiedelt werden. Kritisch war das Fehlen der Hauptbeute auf Great Bird, der – ebenfalls auf Antigua endemischen – Schienenechse Griswolds Ameive (Ameiva griswoldi). Das Projekt war aber erfolgreich, die Population gilt als lebensfähig. Die Wiederansiedlungsmaßnahmen wurden 2002 auf Green Island und 2008 auf York Island ausgedehnt.
Inzwischen geht man Anfang der 2010er von einer Gesamtpopulation von 500 Tieren aus, was eine Verzehnfachung des Bestandes innerhalb von 20 Jahren darstellt, und das Antiguan Racer Conservation Project zu einem der Modellprojekte für Rettungsmaßnahmen macht. Ähnliche Schutzmaßnahmen müssten auch für die dort lebenden endemischen Arten getroffen werden: Weitere mit Alsophis antiguae verwandte Arten sind auf anderen karibischen Inseln beheimatet, so die Jamaika-Schlanknatter (Alsophis ater). Als seltenste Schlange gilt inzwischen der Saint Lucia racer (Erythrolamprus ornatus), der in einer ähnlichen Lage ist wie der Antiguan racer in den 1990er Jahren.

## Gegenwärtige und künftige Gefahren
Infolge der geringen Population besteht theoretisch die Gefahr von Erbkrankheiten, die genetisch bedingt durch Inzucht auftreten könnten. Erfahrungen zeigen aber, das viele Tierarten solche genetischen Flaschenhälse überraschend gut bewältigen.
Eine gewisse Gefährdung, wenn auch in geringerem Ausmaß, sind die zahlreichen Hurrikans und die Erhöhung des Meeresspiegels, die durch die Veränderungen des Weltklimas noch zunehmen könnten. Besonders Hurrikan Luis September 1995 verursachte schwere Küstenschäden. Zwar haben die Schlangen auf Great Bird Island, das ganz dem Sturm ausgesetzt ist, überlebt, trotzdem  wurden für die Wiederansiedlungen eher geschützte Inseln hinter dem Riffgürtel Antiguas ausgesucht.
Die rund 40.000 Touristen, welche Great Bird Island inzwischen jährlich besuchen, sind ein weiteres Problem. Die Antigua-Schlanknatter steht deshalb unter konstanter Beobachtung.
Hauptproblem ist aber das Spannungsfeld von Naturschutz und baulicher touristischer Erschließung, in dem alle Nebeninseln Antiguas ebenso liegen wie die Hauptinsel – und alle tropischen Inseln. Die Great Bird Islets wurden in den späten 1990ern von malaysischen Investoren gekauft, die im Raum das Asia Village Resort geplant hatten. Dann gehörten sie dem US-amerikanisch-antiguanischen Investor Allen Stanford. Nach dessen Verurteilung in Betrugssachen ist die Besitzfrage ungeklärt. Green Island gehört dem einheimischen Mill Reef club, der zwar Tagesausflüge anbietet, aber eher sanften Tourismus verfolgt.
Schon seit den 1970ern wurden mehrfach Schutzgebiete im Raum – teils für Vogelschutz, Riffschutz oder allgemeinen Biotopschutz – vorgeschlagen oder projektiert, aber nie konkret umgesetzt. Seit 2006 gehören alle Inseln vor der atlantischen Ostküste Antiguas zum North East Marine Management Area (NEMMA, 78 km²), ein recht unspezifisches Schutzgebiet. Jüngst interessiert sich eine chinesische Gruppe für den Erwerb der Inseln um Crump Island und den Bau eines Resorts. Februar 2014 wurde daraufhin eine Petition an das Parlament initiiert, zumindest Rabbit Island zu einem ausdrücklichen Schutzgebiet zu erklären.